# تسايتز
تسایتز (بالألمانية: Zeitz) تقع المدينة في جنوب ولاية ساكسونيا أنهالت الألمانية.

## توأمة
لتسايتز اتفاقيات توأمة مع كل من:
- دتمولد
- توسو
- دارخان
- كالينينغراد (2010 - )

## أعلام
- كريستيان جوزيف ويلك
- يوليوس ريتشارد بتري
- هاينز-غنثر ليمان
- إيفال أندريه دوبونت
- آنا باش
- ثيودور أرنولد
- كارل والثر